# Tankové muzeum v Bovingtonu
Tankové muzeum v Bovingtonu (The Tank Museum, dříve The Bovington Tank Museum) je muzeum obrněné techniky, nacházející se ve Spojeném království. V muzeu je umístěno více než 300 vozidel z 26 zemí, což je největší sbírka tanků a druhá největší sbírka obrněných vozidel na světě. Je zde vystaven například německý Tiger I a britský Mark I z první světové války, který je nejstarším dochovaným tankem. Muzeum je situováno v Bovington Campu v Dorsetu v jihozápadní Anglii. To je přibližně 1,6 km severně od obce Wool a 19 km západně od hlavního přístavu Poole. V muzeu jsou sestavy všech částí britské armády týkající se pásových vozidel, velení i údržby a opravy vozidel v dílnách. K muzeu se lze dostat autobusem z nádraží ve Wool, vzdáleného přibližně 2,4 km.

## Historie

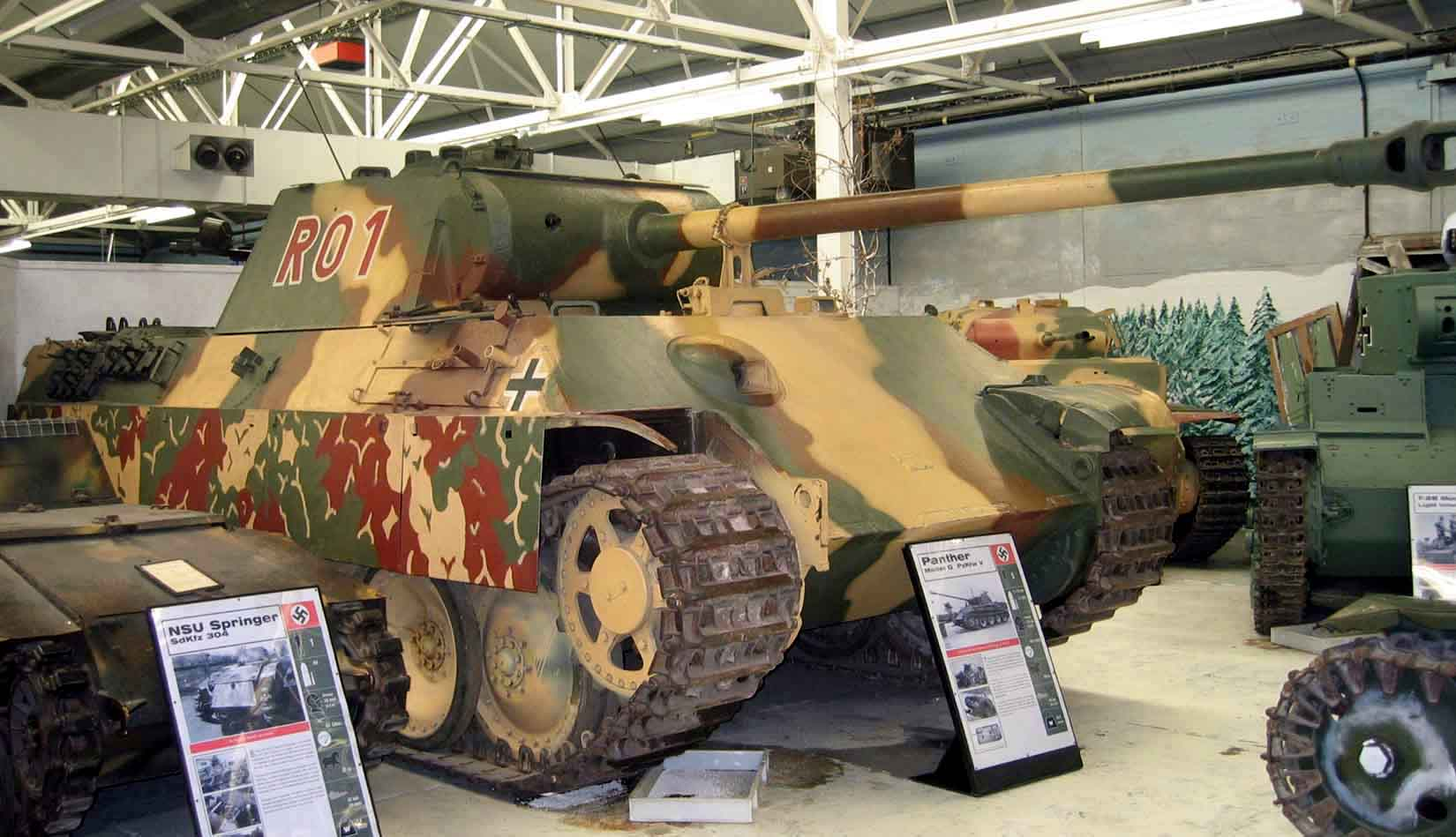
Německý Panther v hale 2. sv. války

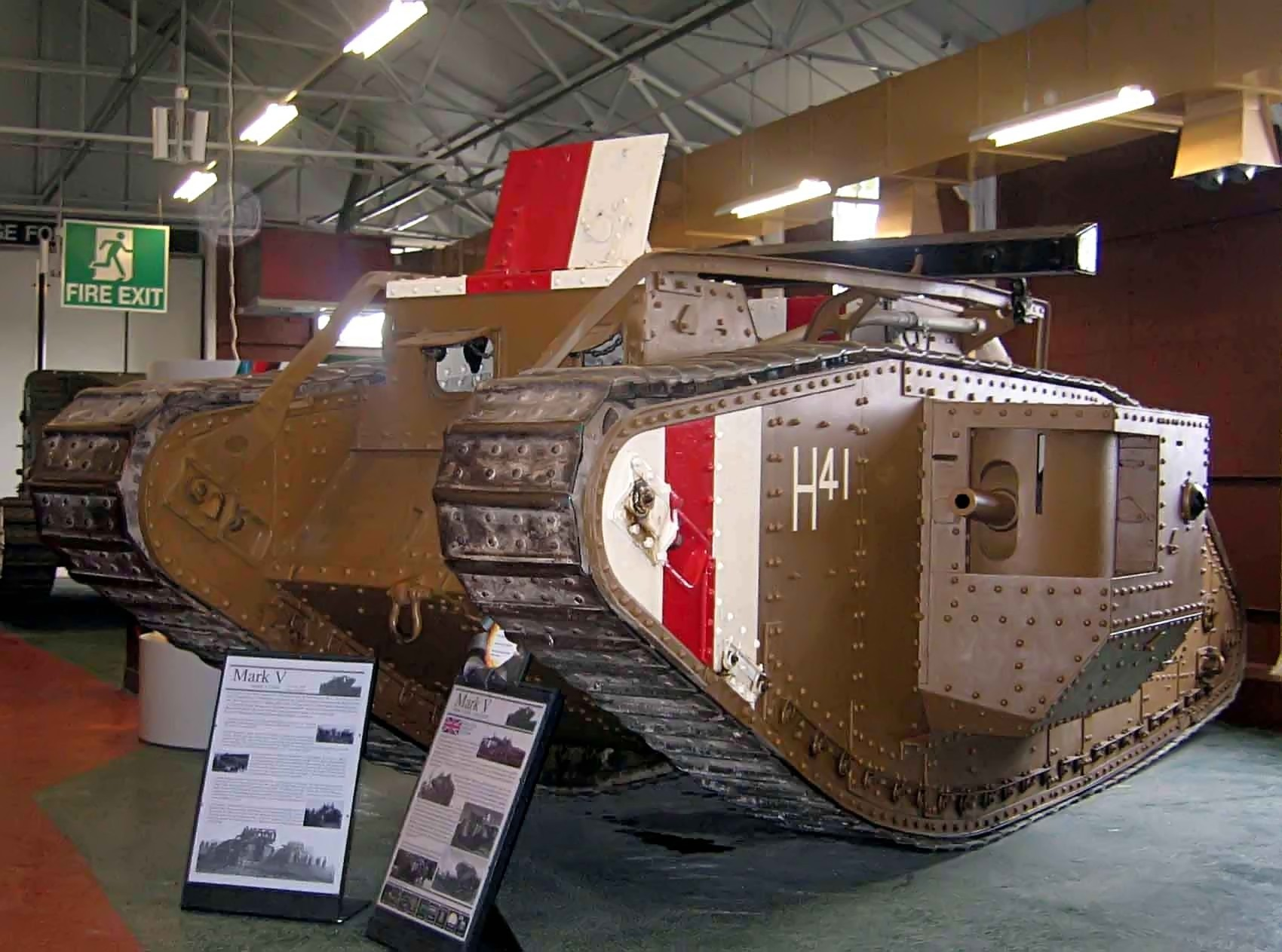
Mark V, z bitvy Amiens 1918

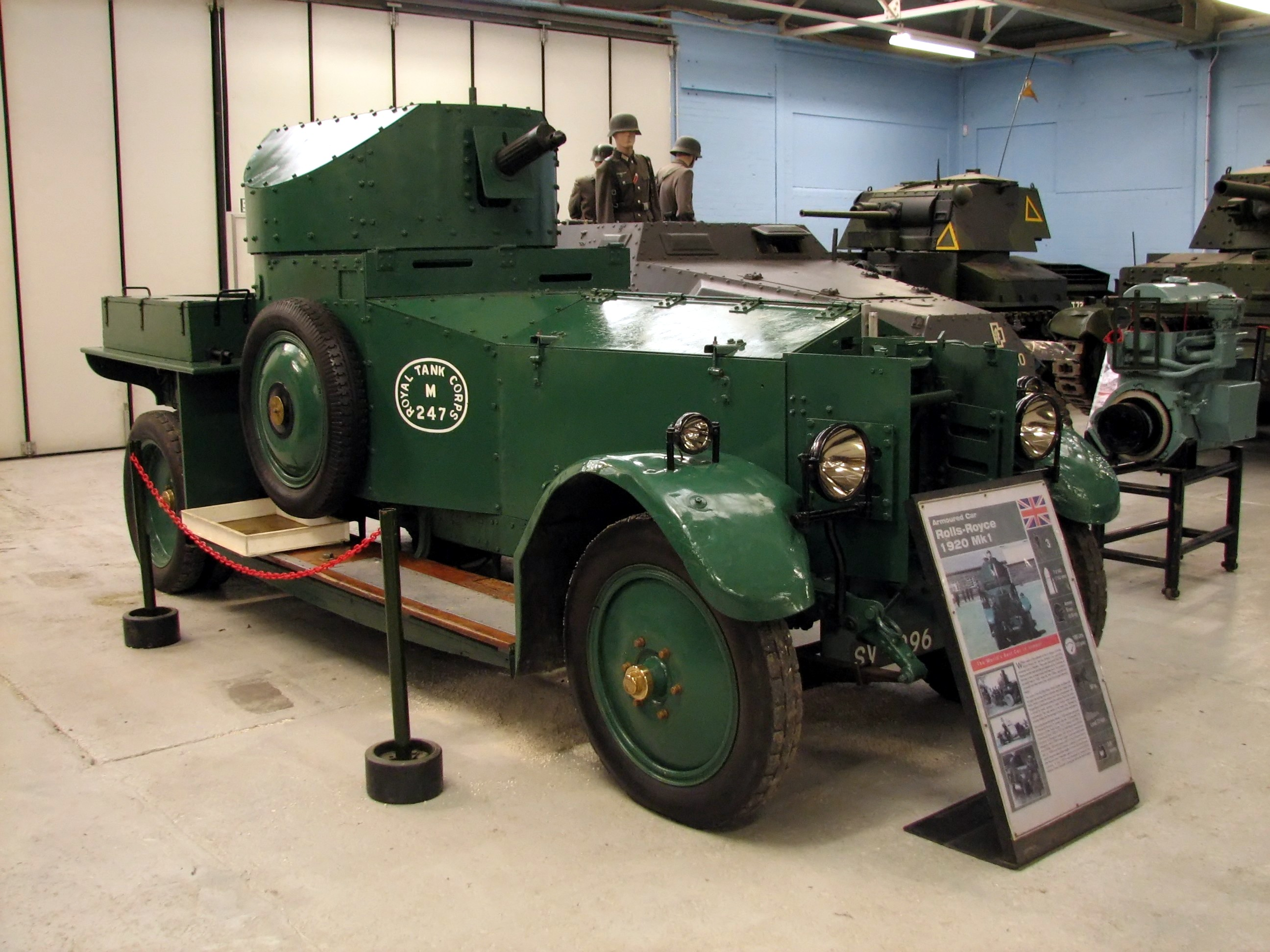
Rolls Royce 1920 Mk 1

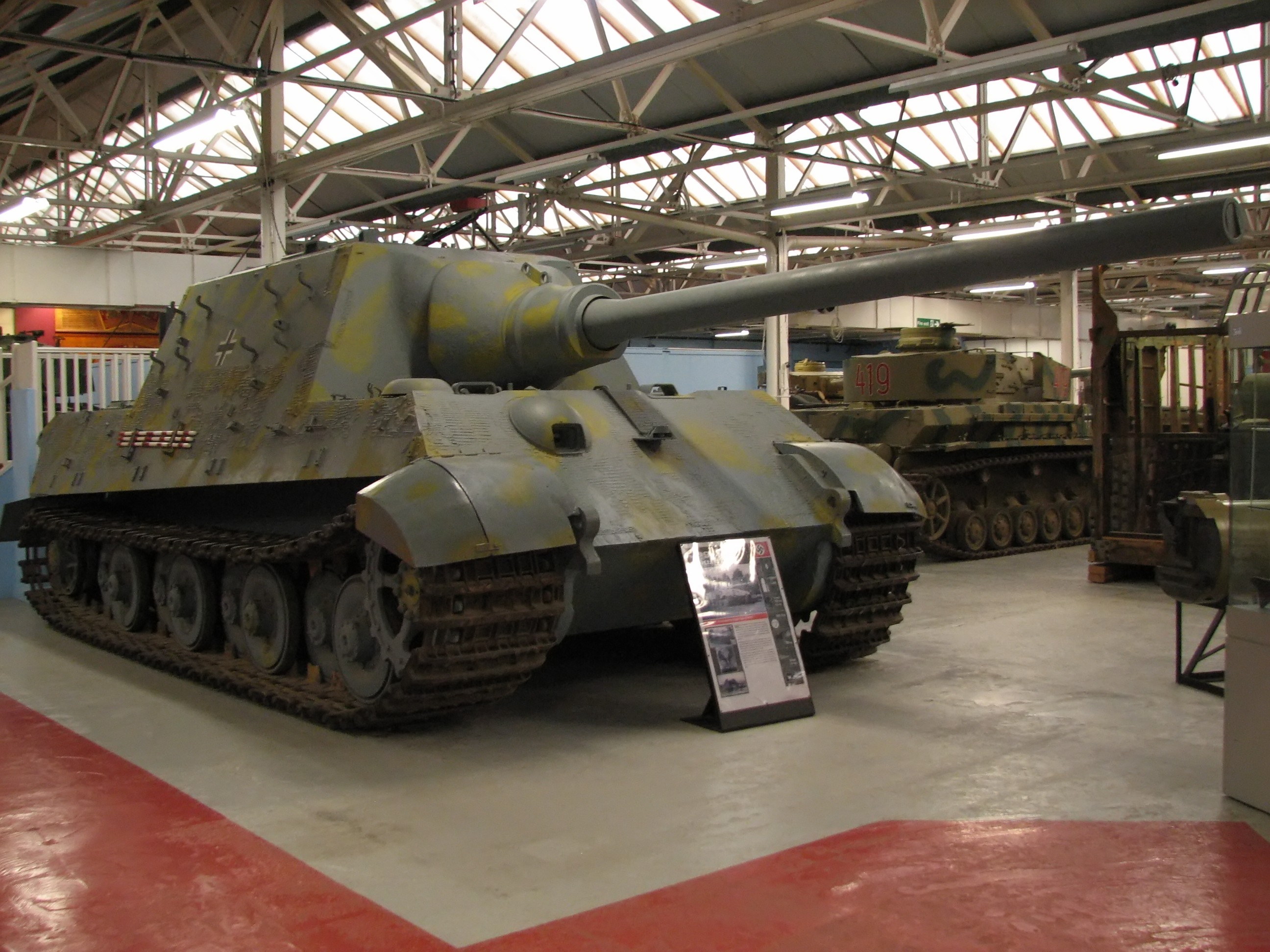
Jagdtiger

Výstavní plocha je rozdělena do pěti částí: hala první světové války, hala meziválečného období, hala druhé světové války, hala Tamiya a British Steel Hall. V průběhu roku 2008 došlo k rozšíření výstavní plochy o dalších 5.000 m2.
V roce 1916 britské ministerstvo války založilo tábor Bovington jako školící zařízení pro posádky tanků. V té době armáda zavedla tanky do výzbroje, v době první světové války ve snaze zlomit stagnaci zákopové války. V roce 1919, po návratu tanků do Bovingtonu z Francie, byly mnohé vhodné jen do šrotu. Nicméně, malé množství nejméně poškozených vozidel se stalo základem sbírky pro další generece.
V roce 1923 spisovatel Rudyard Kipling navštívil Bovington a doporučil zřízení muzea. Sbírka postupně rostla a po druhé světové válce byly přidány další exponáty. V roce 1947 bylo muzeum otevřeno pro širokou veřejnost. Muzeum se nadále rozšiřuje a je dnes vnímáno jako prostředek vzdělávání ale i zábavy pro širokou veřejnost, kam je zaměřen jeho účel. Mnohé z vystavených tanků jsou funkční a je možné je vidět v akci během letních měsíců ve speciálních ukázkách.

## Výstavní haly

### 1. světová válka
Hala obsahuje ukázku celého britského vývoje tanků od Little Willie až Mark VIII "Liberty", dochovalý a provozuschopný Mark V, Mark I, Mark II, Mark IV, Mark V, Mark VIII a Mark IX, tanky a další expozice ze života vojáků a spisovatele T. E. Lawrence, který žil v nedalekém Clouds Hill.

### Meziválečná doba
Expoziční hala ukazuje rychlý vývoj vojenské techniky v meziválečném období. Mezi exponáty je možno nalézt: Vickers A1E1 Independent, Peerless Armoured Car, Rolls-Royce Armoured Car, Lanchester 6x4 Armoured Car, Carden Loyd tankette, Light Tank Mk IIA, Cruiser Mk I.

### 2. světová válka
Hala je největší expozicí s tanky od většiny národů, které se účastnily konfliktu. Součástí je i německý Tiger I věžového čísla 131, který byl ukořistěn v Tunisku, v dubnu 1943 a byl plně obnoven do funkčního stavu. Je to jediný Tiger, který je schopen pohybu vlastní sílou. Zajímavý exponát je plovoucí tank Sherman DD s plátěnou stěnou, který je také schopný provozu. Další vystavované exponáty jsou například: Panzer I, Panzer II, Panzer III, Panzer IV, Panther, Tiger II, Jagdpanzer 38(t), Jagdpanther, Jagdtiger, SdKfz 251, Goliath, Char B1, SOMUA S-35, Cruiser Mk III, Comet I, Matilda Mk I, Matilda Mk II, Churchill VII, TOG2, A33 Excelsior, A38 Valiant, T14 Assault tank, Ram Cruiser Mk II, M24 Chaffee, M3 Grant, M4 Sherman, Sherman Firefly, M10 Wolverine, M26 Pershing, T17 Staghound, DUKW, SU-76, T-26, T-34, KV-1, SU-100.

### Hala Tamiya
Hala je sponzorována výrobcem modelů Tamiya. K vidění jsou poválečné hlavní bitevní tanky (MBT), jako je britský Centurion, americký M60 a ruský T-72.

### British Steel Hall
Hala je zaměřena výstavu exponátů z války v Perském zálivu; vzdává hold tanku Centurion, který se během své kariéry 46 roků (1945-1991) velmi osvědčil a je označován jako jeden z nejlepších britských tanků které kdy byly vyrobeny.
Hala Tamiya a British Steel Hall procházejí rekonstrukcí, ale přesto jsou zde k vidění exponáty: Tortoise, Black Prince, Conqueror, Charioteer, Centurion, Chieftain, Challenger 1, Challenger 2, M41 Walker Bulldog, M103, M60 Patton, T-54, irácký T-55, T-62, T-72, BMP-1, AMX-30, Infanterikanonvagn 91, Stridsvagn 103, Stridsvagn 104.

Galerie exponátů
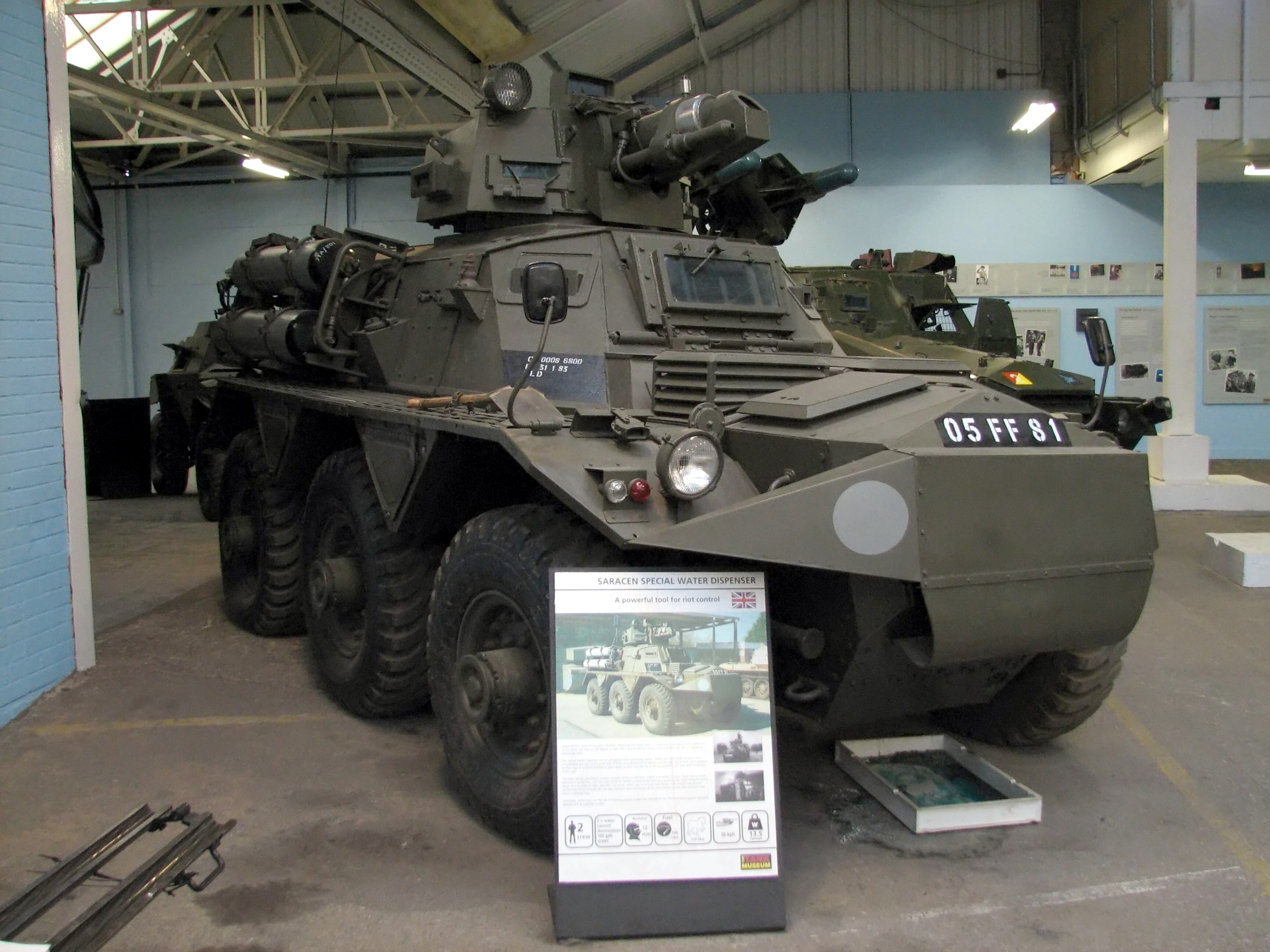
Britský Alvis Saracen
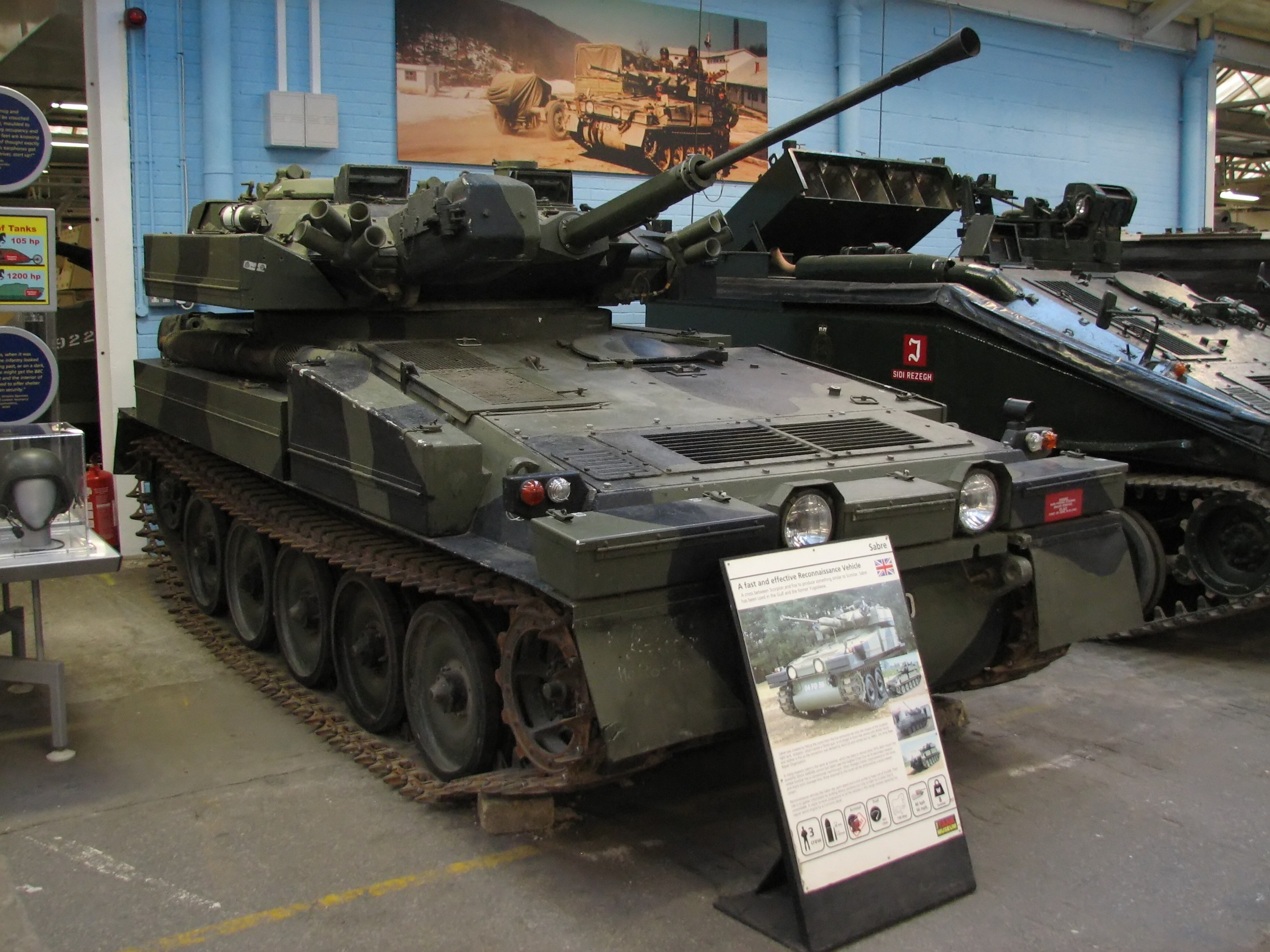
Britský Sabre light tank
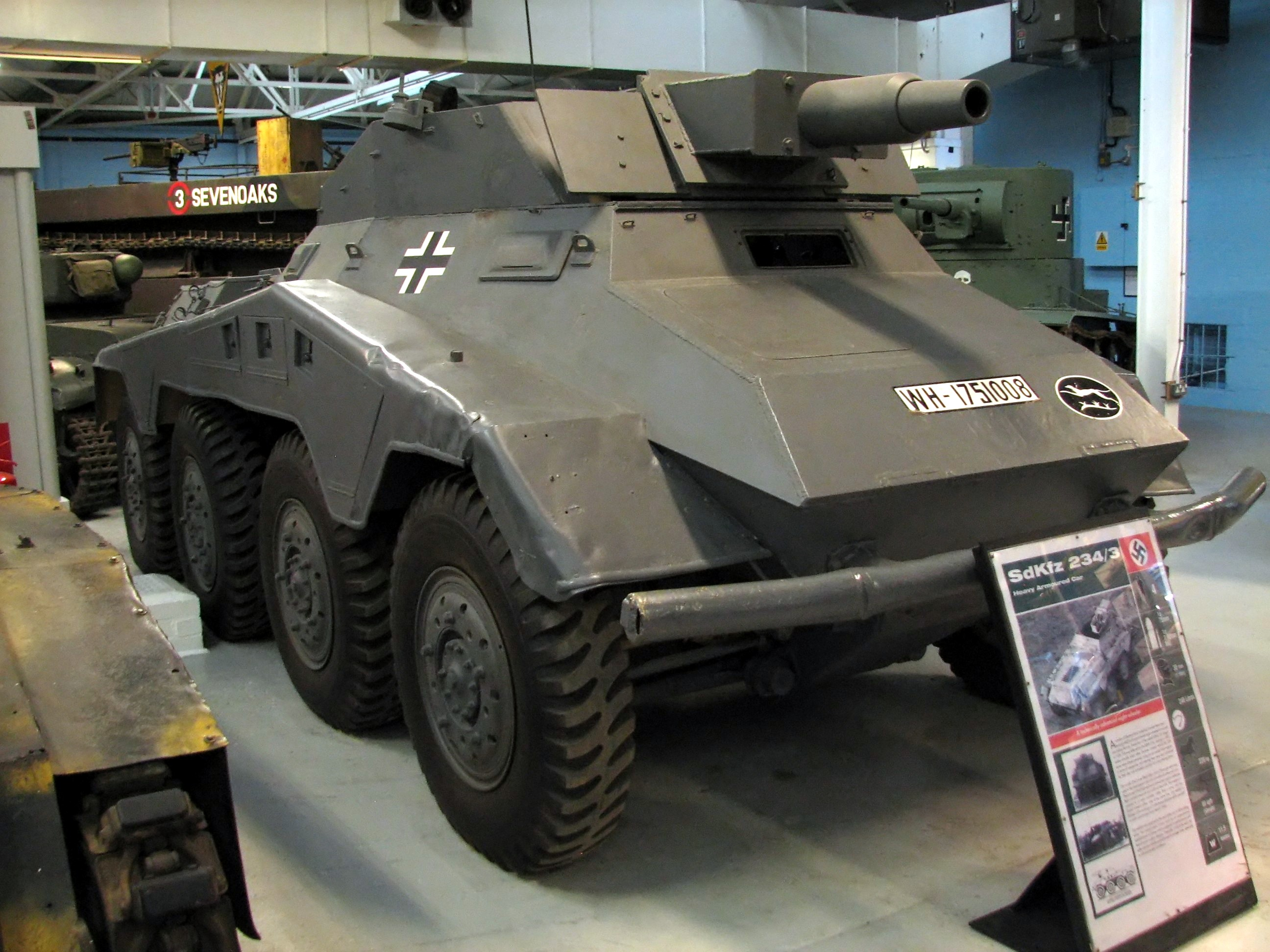
Německý SdKfz 234
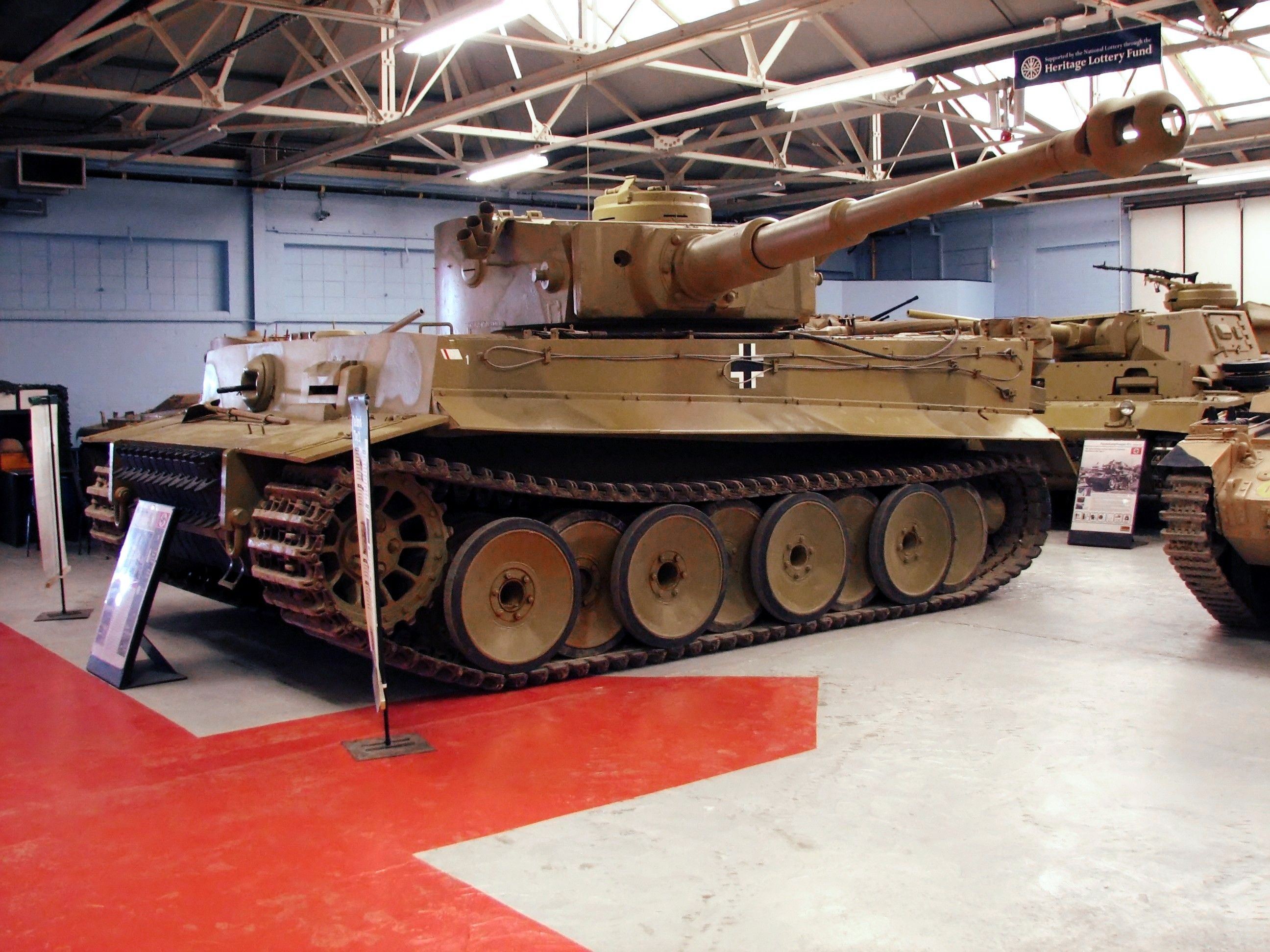
Německý Tiger I
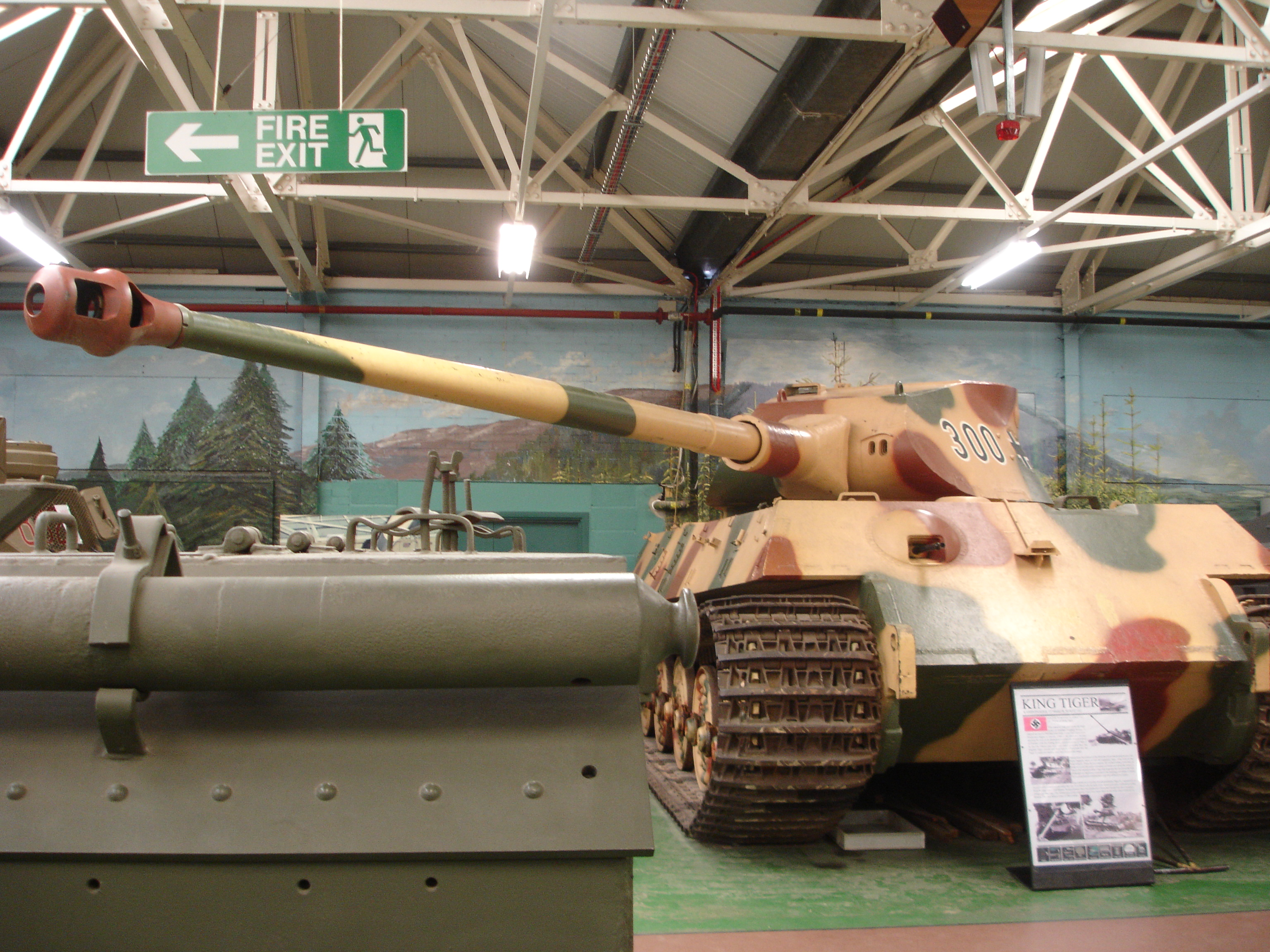
Německý Tiger II
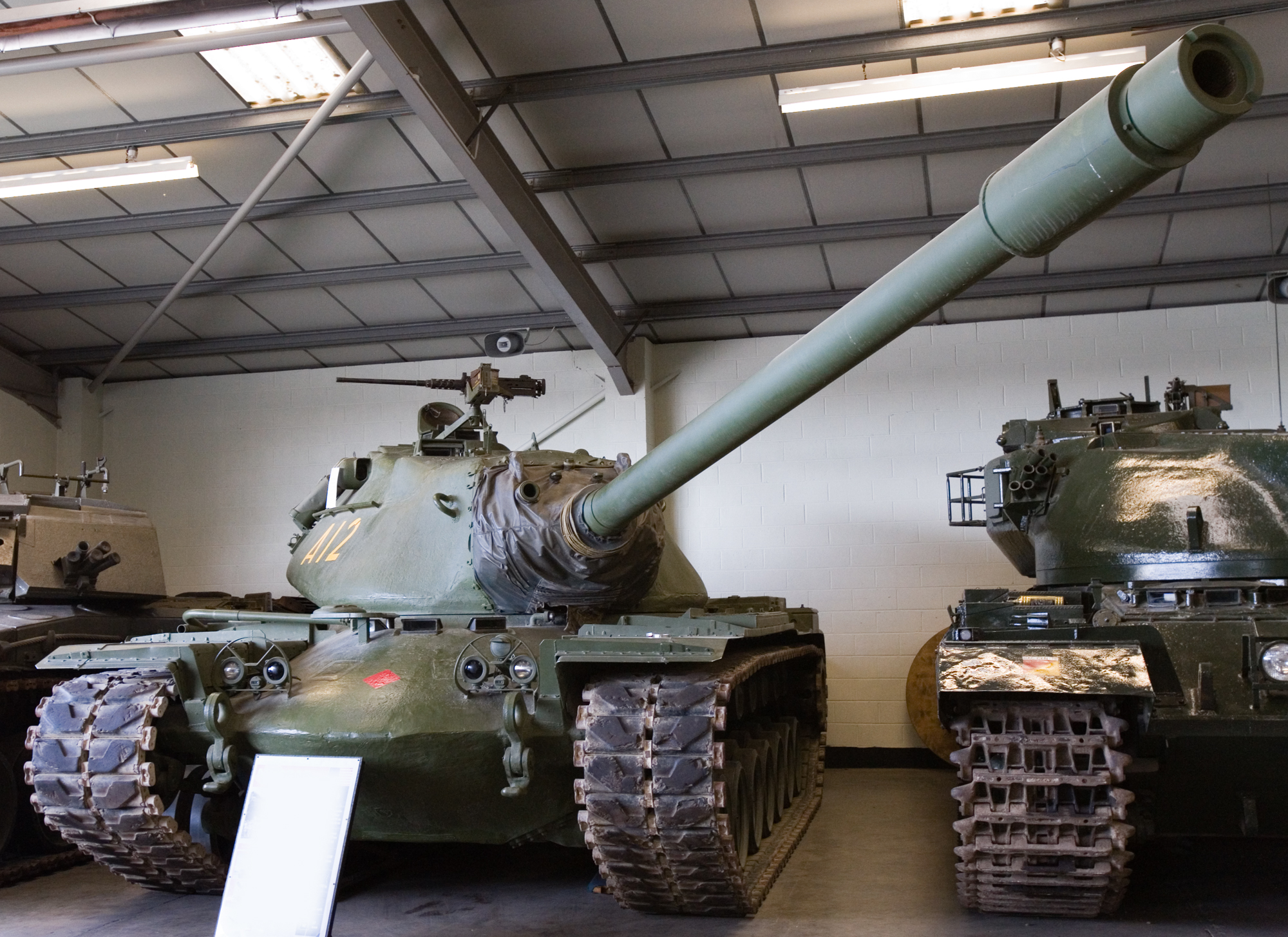
Americký M103
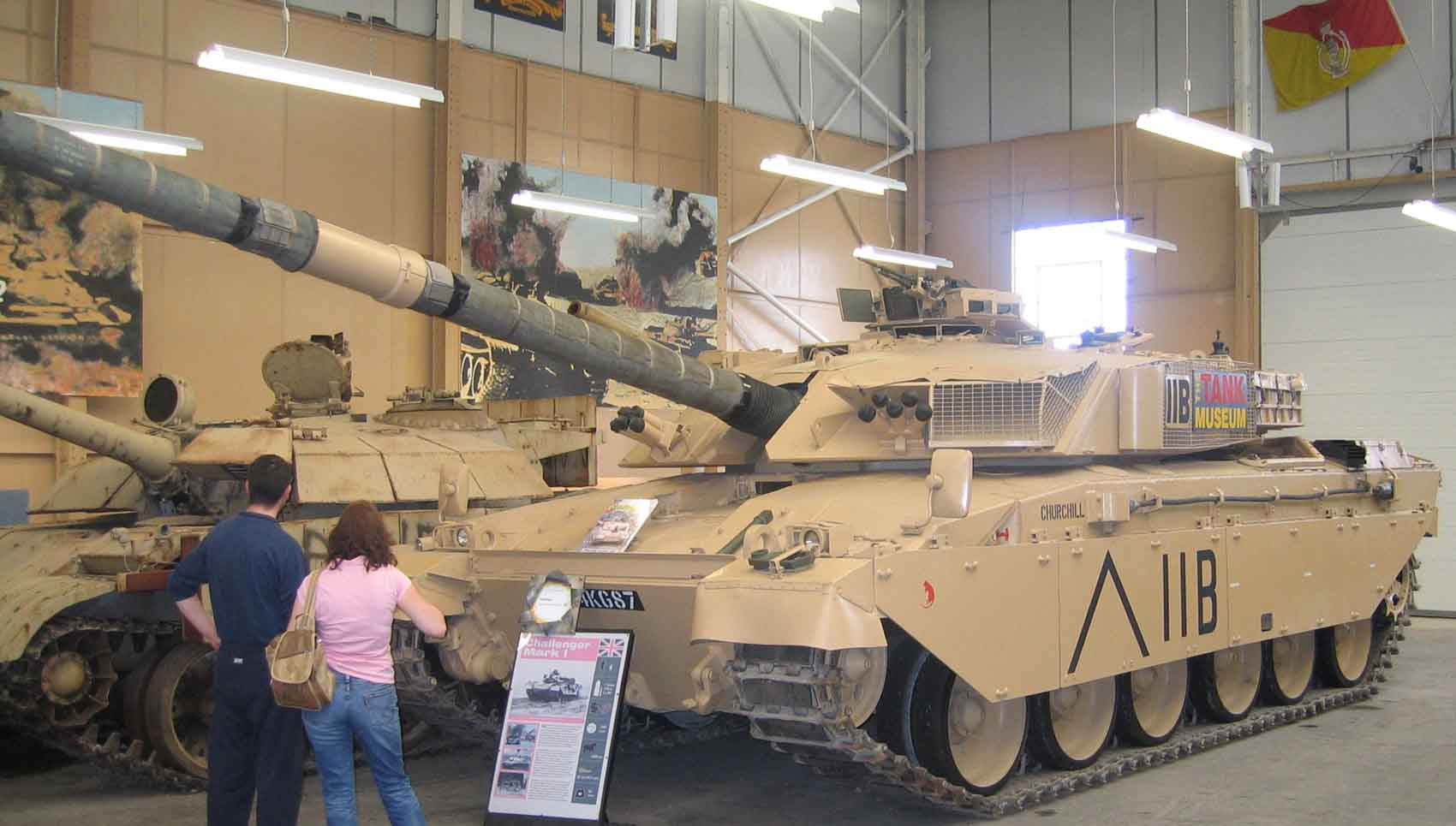
Britský Challenger 1
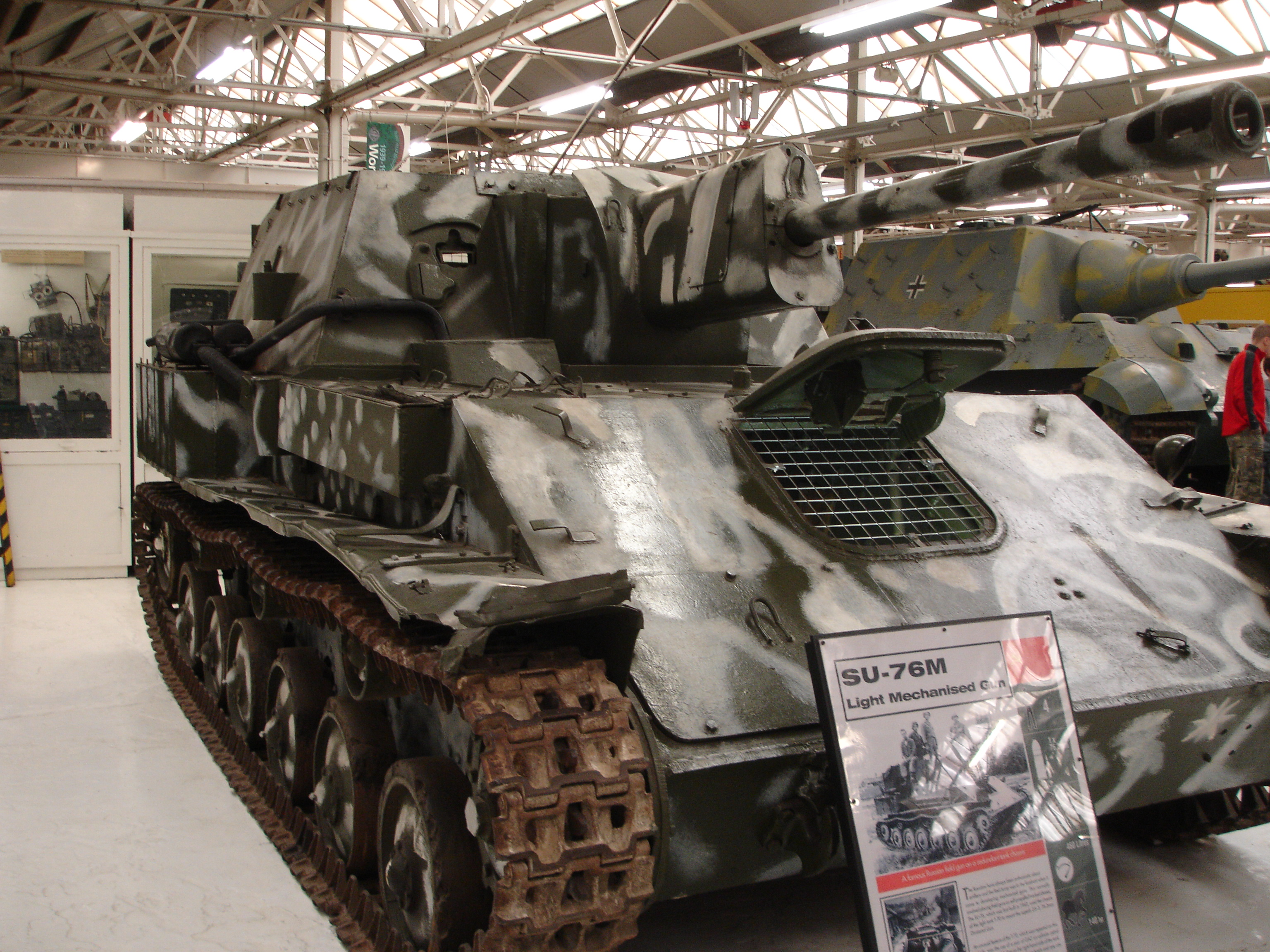
Sovětský SU-76M
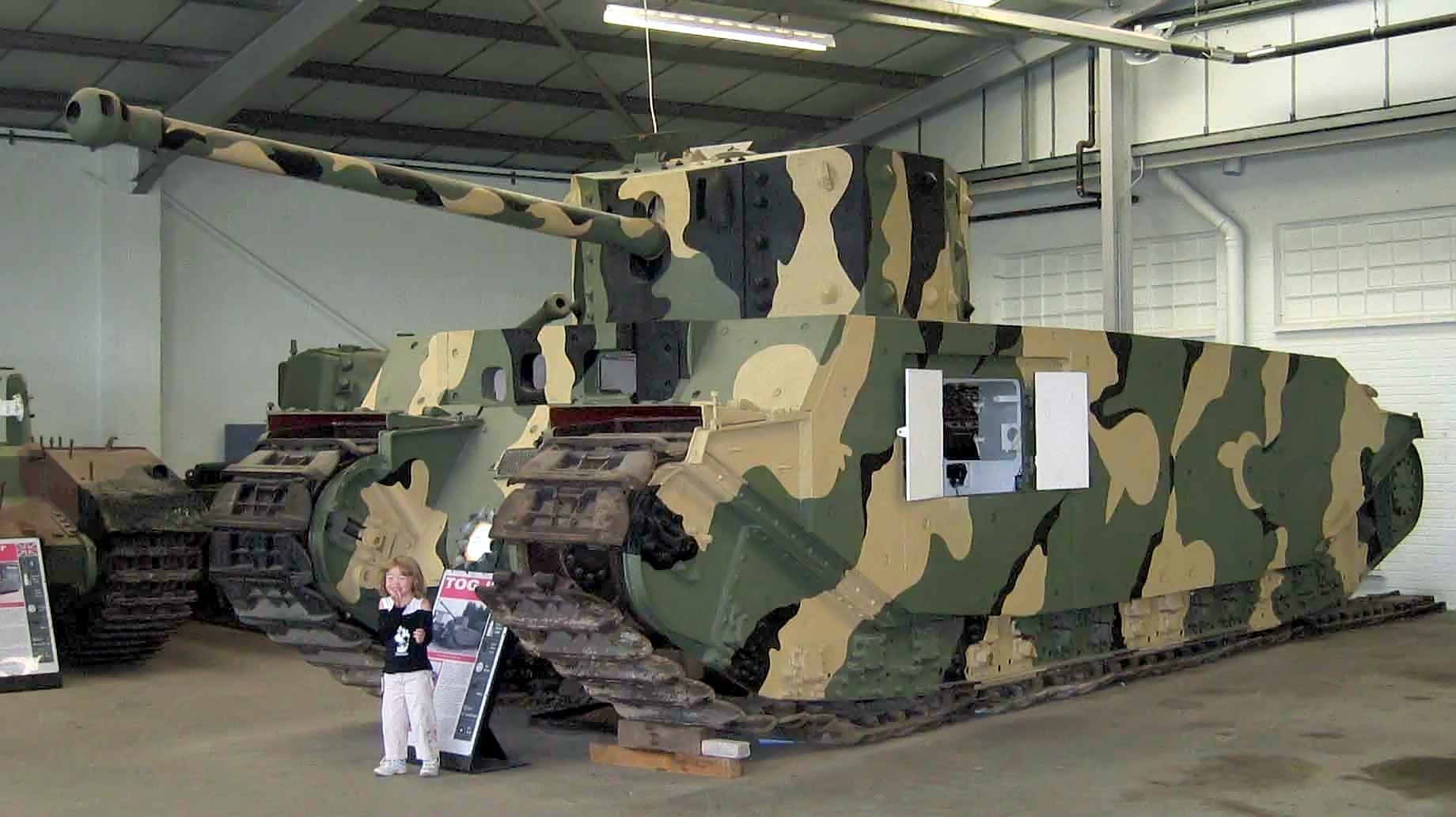
Britský TOG2 prototyp
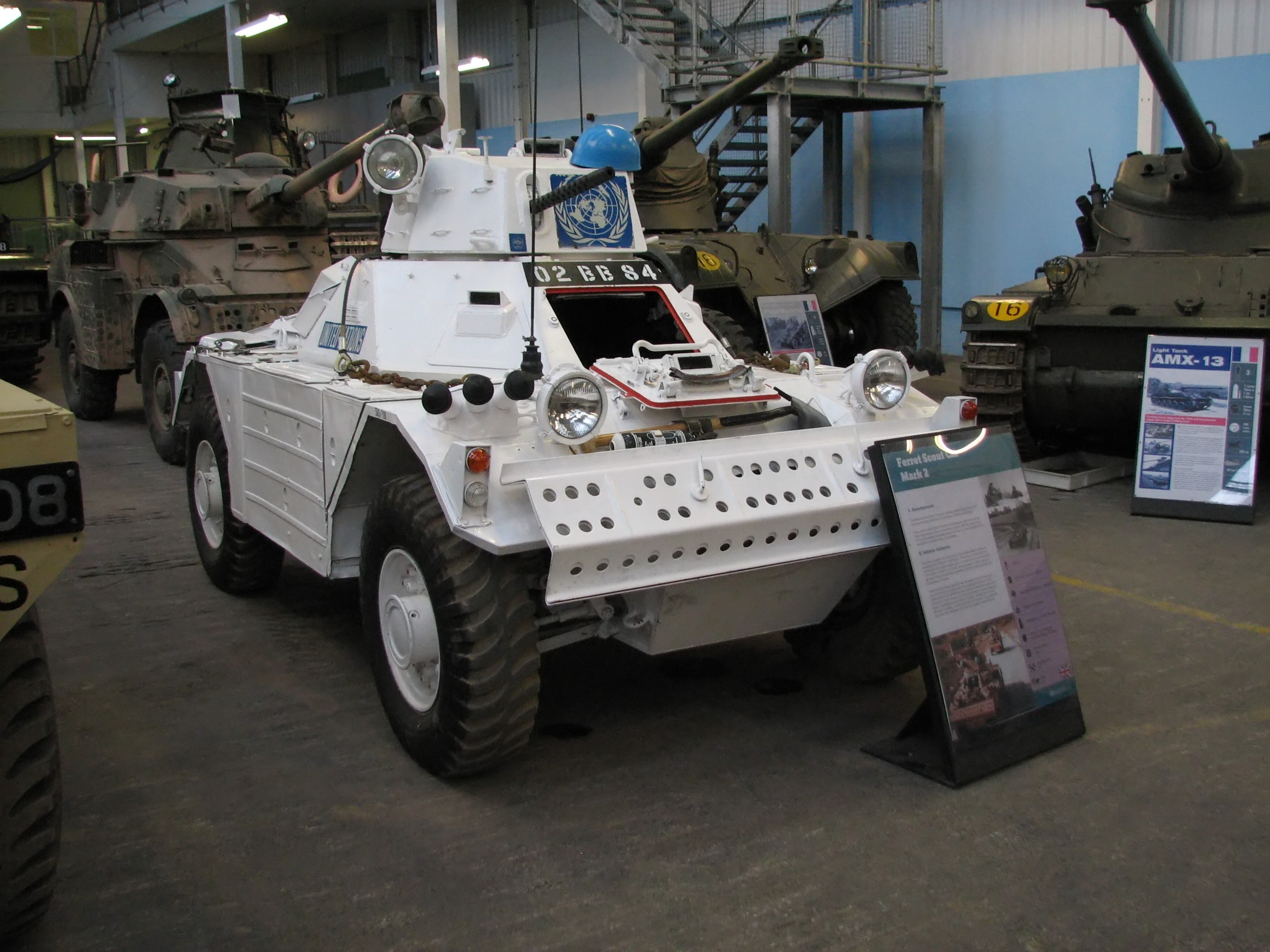
UN Daimler Ferret
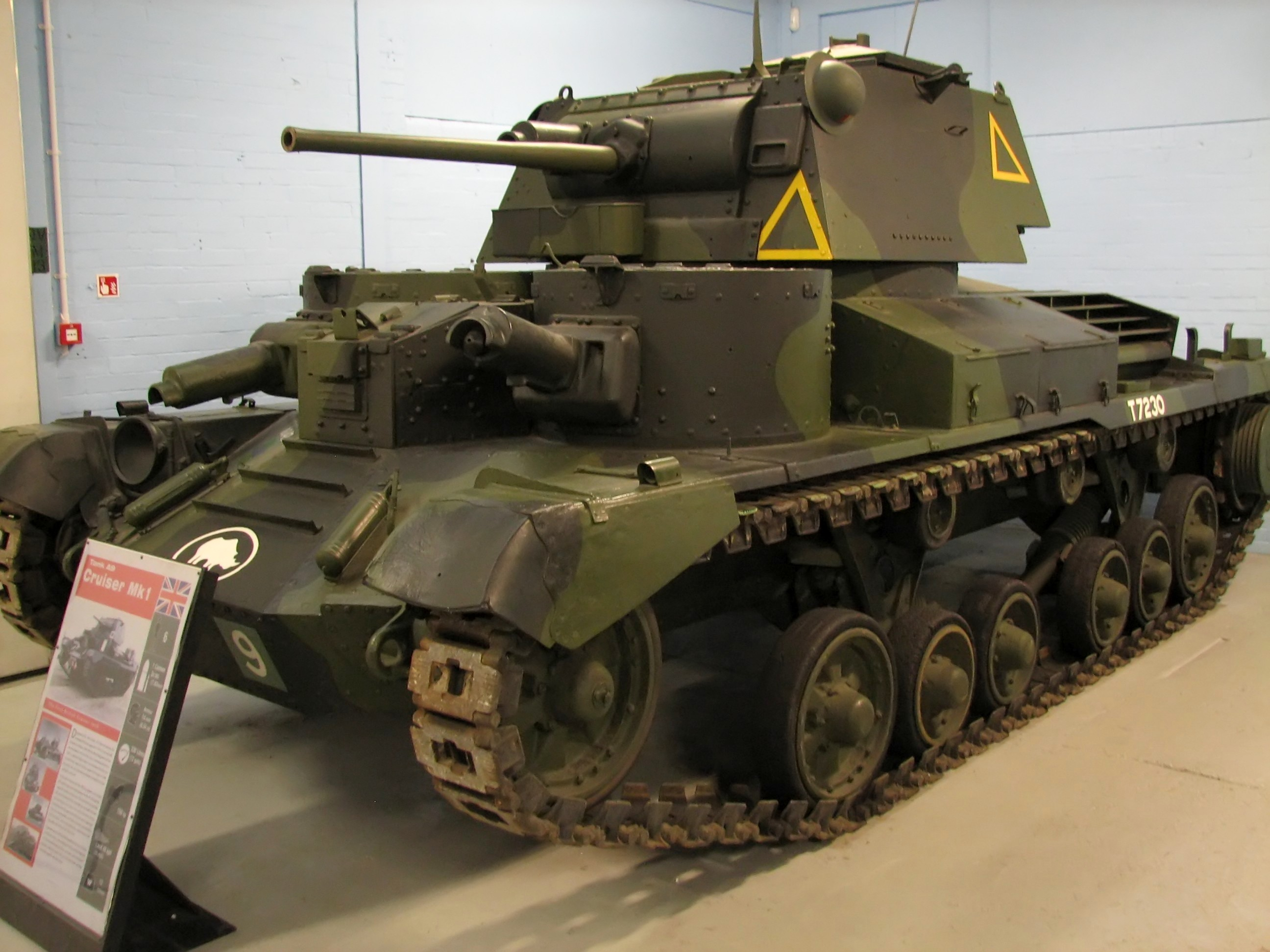
Britský A-9 Cruiser Mk I
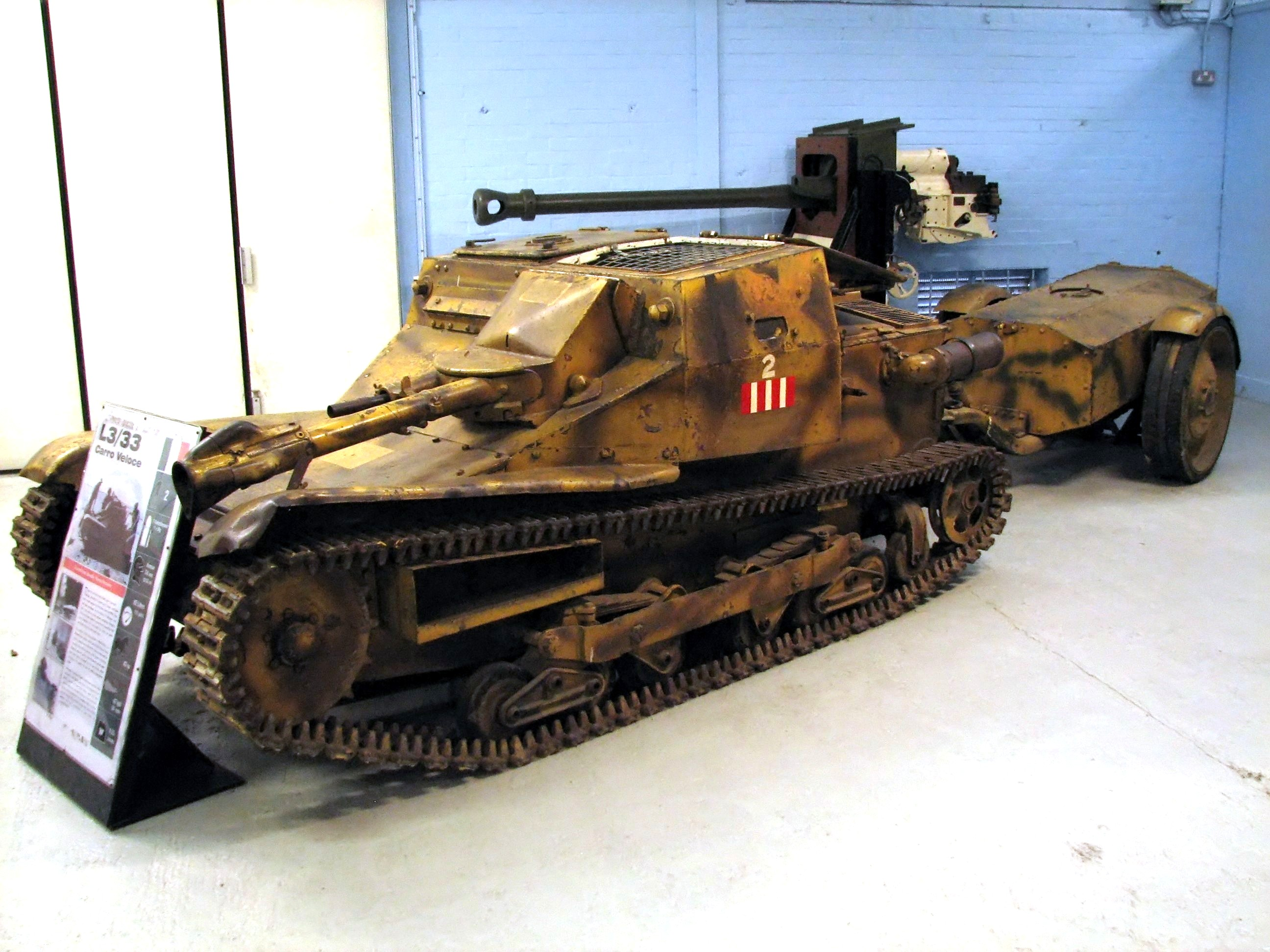
Italský L3/33lf
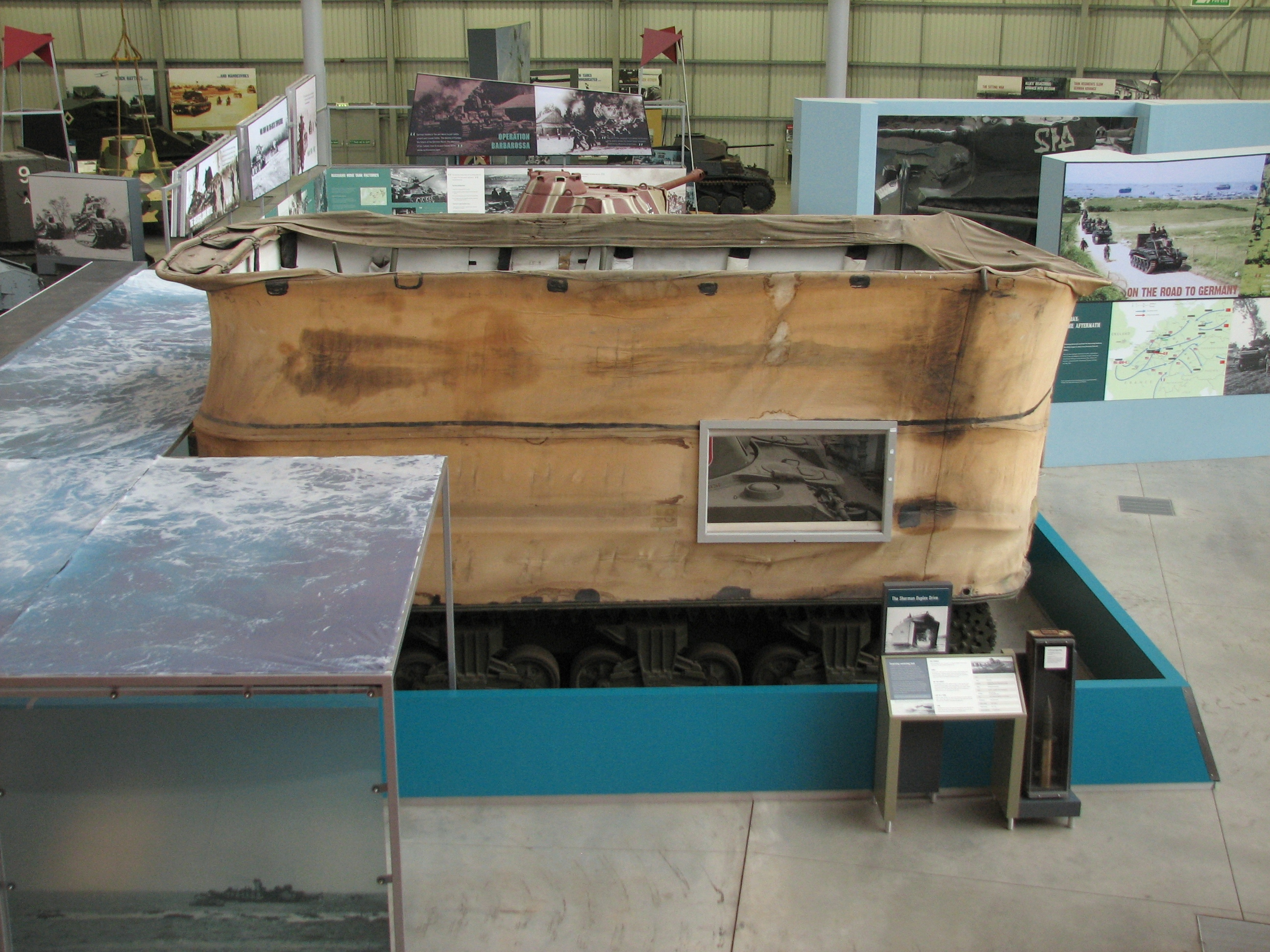
Sherman DD tank
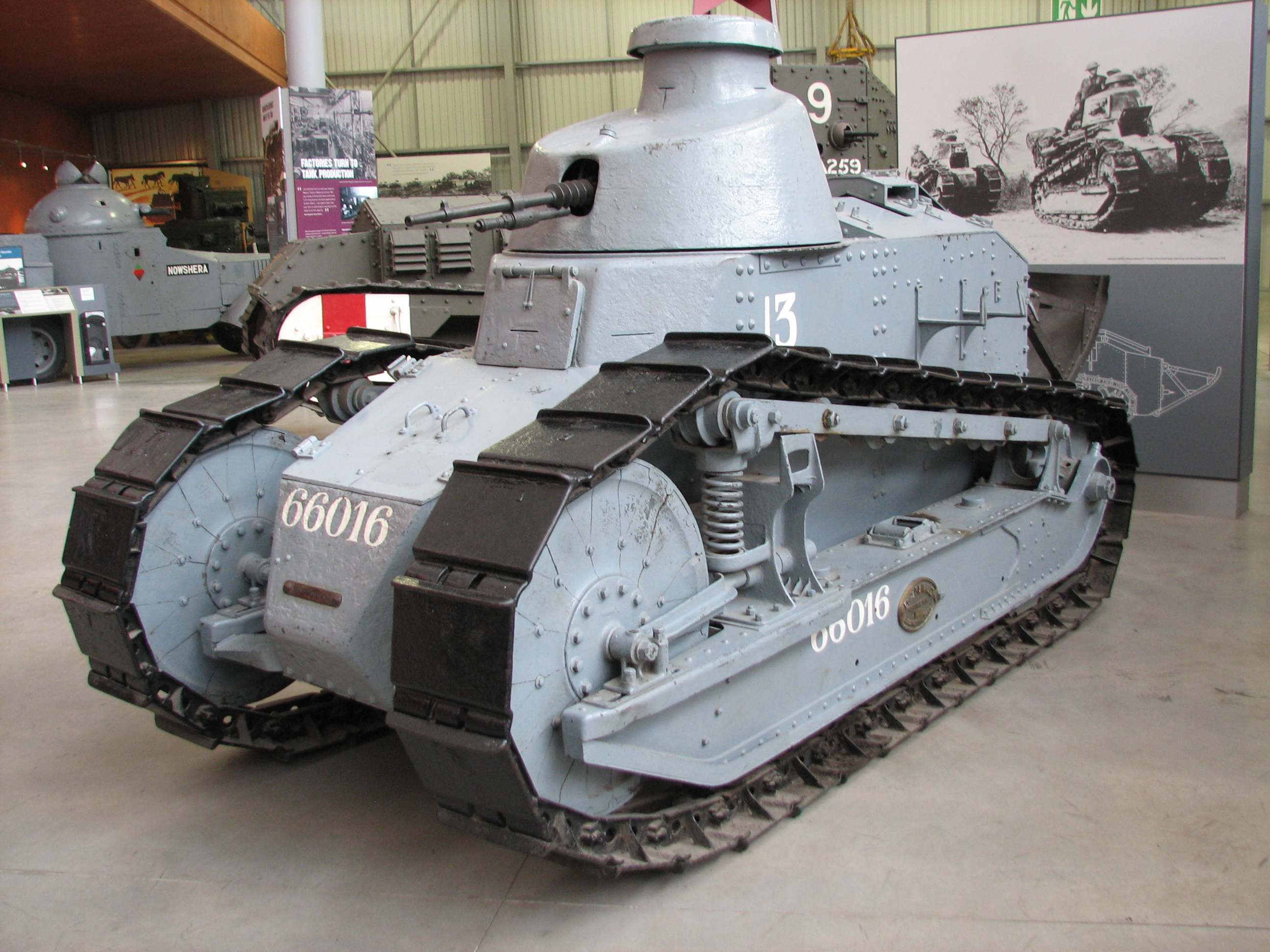
Francouzský Renault FT-17
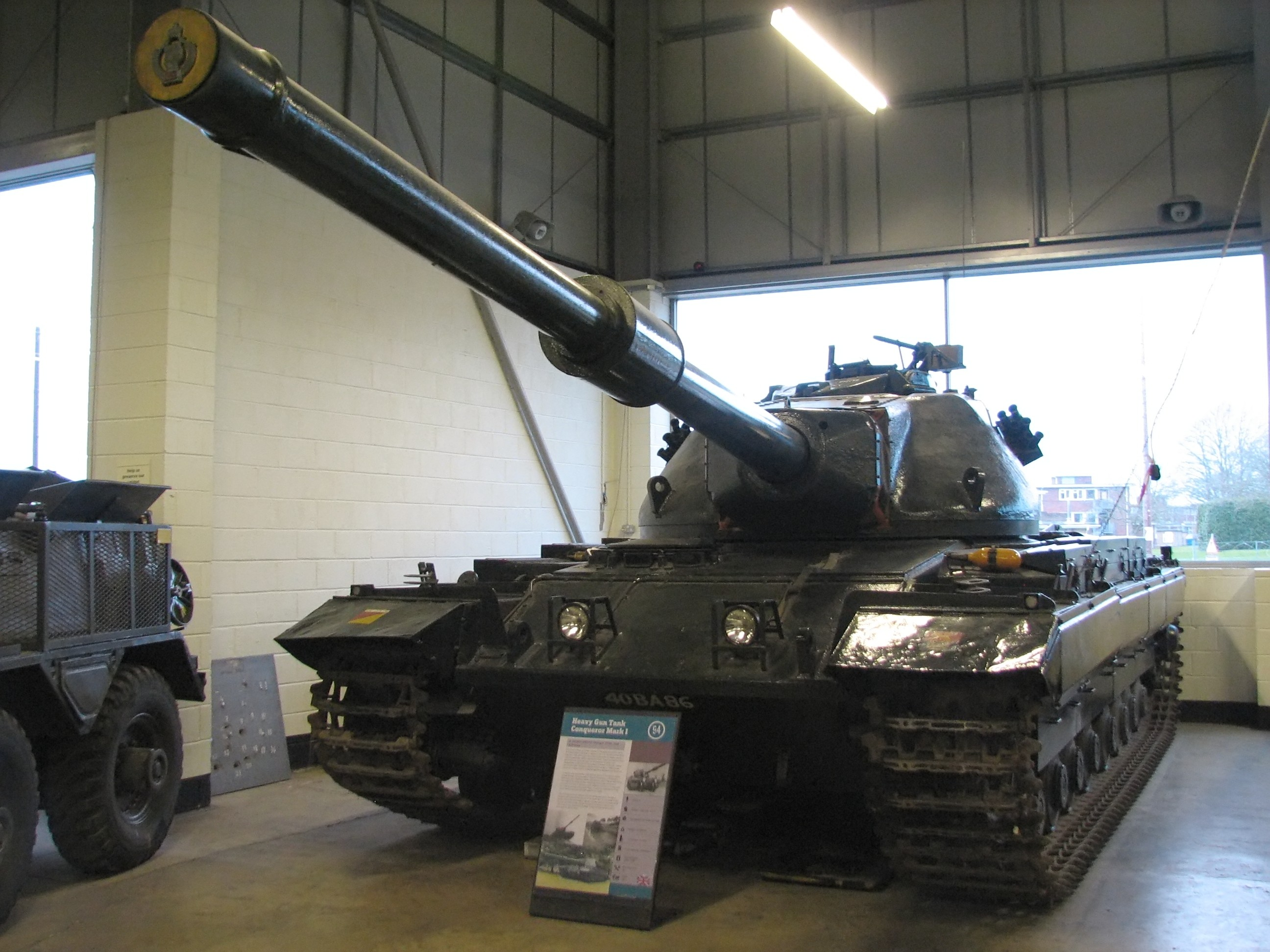
Conqueror Mk 1
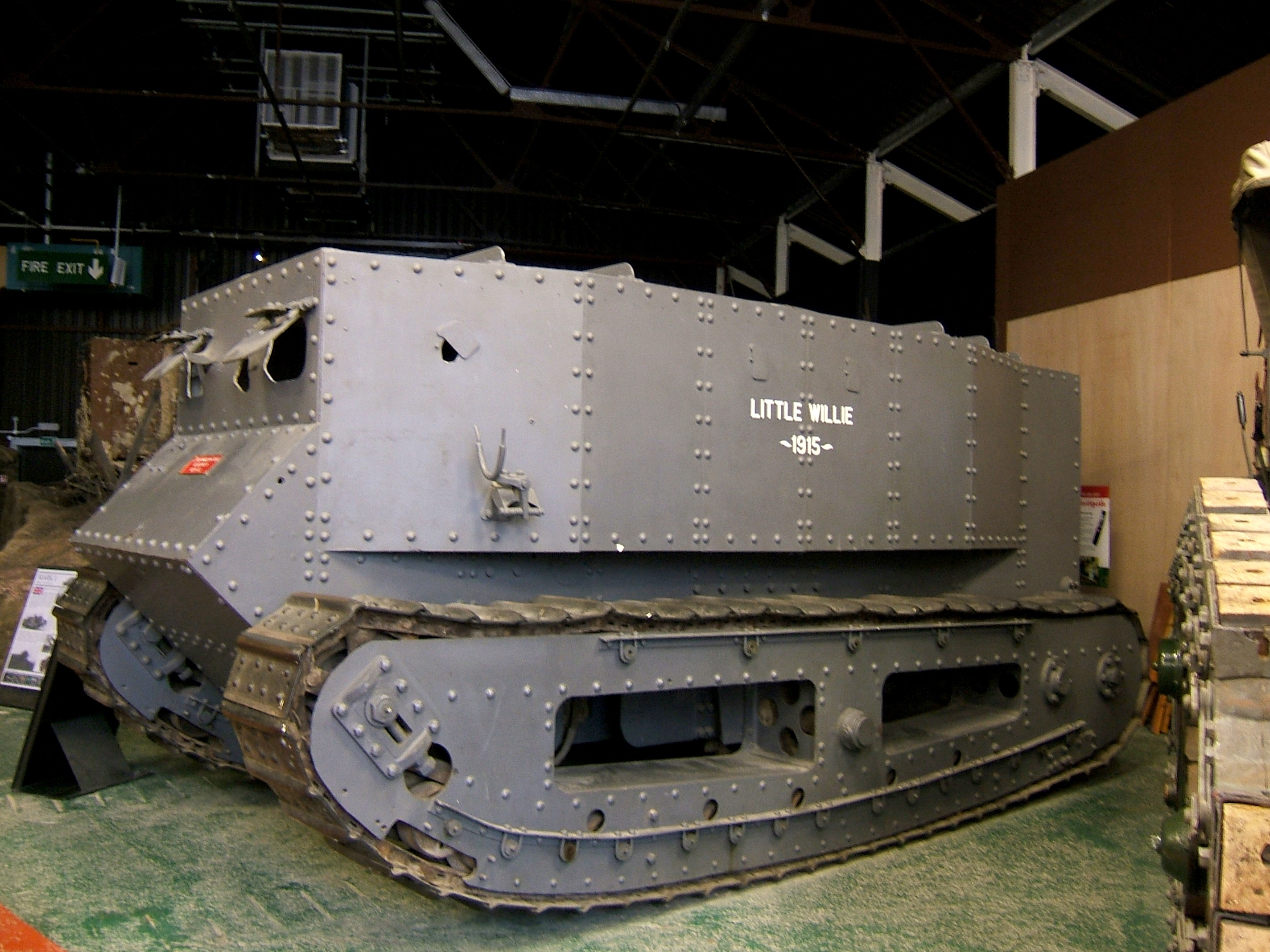
Little Willie